# 매라맛군
매라맛군은 딱주의 행정 구역이다. 이 지역의 총 인구 수는 2000년 기준으로 44798명이다. 인구 밀도는 30.4km2이다.

## 행정 구역
| 1. | Mae Ramat  | แม่ระมาด |  |
| 2. | Mae Charao | แม่จะเรา |  |
| 3. | Khane Chue | ขะเนจื้อ  |  |
| 4. | Mae Tuen   | แม่ตื่น    |  |
| 5. | Sam Muen   | สามหมื่น  |  |
| 6. | Phra That  | พระธาตุ  |  |